# Helianthemum leptophyllum
Helianthemum leptophyllum är en solvändeväxtart. Helianthemum leptophyllum ingår i släktet solvändor, och familjen solvändeväxter.

## Underarter
Arten delas in i följande underarter:
- H. l. alypoides
- H. l. leptophyllum